# Constantin Traian Ștefan
Constantin Traian Ștefan (n. 8 ianuarie 1951, Brașov) este un fost jucător român de fotbal (portar).

## Cariera fotbalistică
| Primul meci  | Divizia A: 20-10-68 ASA Tg.Mureș - Universitatea Cluj 3-1. |
| Ultimul meci | Divizia A: 26-04-80 FCM Galați - Dinamo București 2-0.     |

| Anul        | Echipa                    | Pozitia | Meciuri jucate | Goluri |
| ----------- | ------------------------- | ------- | -------------- | ------ |
| 1968 - 1969 | Universitatea Cluj        | 8A      | 3              | -2     |
| 1968 - 1969 | Universitatea Cluj        | 1 jun   |                |        |
| 1969 - 1970 | Universitatea Cluj        | 11A     | 4              | -4     |
| 1970 - 1971 | Universitatea Cluj        | 12A     | 20             | -23    |
| 1971 - 1972 | Universitatea Cluj        | 3A      | 24             | -20    |
| 1972 - 1973 | Universitatea Cluj        | 16A     | 28             | -45    |
| 1973 - 1974 | Universitatea Cluj        | 10A     | 6              | -7     |
| 1974 - 1975 | Dinamo București          | 1A      | 2              | -2     |
| 1975 - 1976 | Dinamo București          | 2A      | 31             | -29    |
| 1976 - 1977 | Dinamo București          | 1A      | 31             | -28    |
| 1977 - 1978 | Dinamo București          | 5A      | 19             | -20    |
| 1978 - 1979 | Dinamo București          | 2A      | 6              | -6     |
| 1979 - 1980 | Dinamo București          | 5A      | 12             | -14    |
| 1980 - 1981 | Dinamo București          |         |                |        |
| 1981 - 1982 | Rapid București           | 2B      |                |        |
| 1982 - 1983 | Dinamo Victoria București | 2B      |                |        |
| 1983 - 1984 | Dinamo Victoria București | 3B      |                |        |

## Activitatea fotbalistică
| Divizia A       | 186 meciuri - 200 goluri primite |
| Cupa României   | 14 meciuri - 15 goluri primite   |
| Cupele europene | 9 meciuri - 14 goluri primite    |

## Cupe europene în care a jucat
| Anul        | Competitia                | Meciuri jucate | Goluri |
| ----------- | ------------------------- | -------------- | ------ |
| 1972 - 1973 | Cupa UEFA                 | 2              | -6     |
| 1975 - 1976 | Cupa Campionilor Europeni | 1              | 0      |
| 1976 - 1977 | Cupa UEFA                 | 2              | -2     |
| 1977 - 1978 | Cupa Campionilor Europeni | 2              | -3     |
| 1979 - 1980 | Cupa UEFA                 | 2              | -3     |

## Trofee obținute
| Competitia       | Numar | Anii       |
| ---------------- | ----- | ---------- |
| Campion național | 2     | 1975, 1977 |

## Activitatea la echipa națională
| 1979 | RD Germană |